# Chlorocoma submissaria
Chlorocoma submissaria là một loài bướm đêm trong họ Geometridae.